# МиГ-31
Миг-31 (по НАТО класификацији енгл. Foxhound), совјетски је авион ловац–пресретач. Пројектован је и развијен у истраживачко-пројектном бироу ОКБ Микојан, са наменом да замени претходни авион МиГ-25. Представља врх развоја и модернизације претходног авиона МиГ-25 и први је совјетски борбени авион четврте генерације. Први је ловац у свету уведен у оперативну употребу опремљен радаром са фазираном антенском решетком, електронским скенирањем.
МиГ-31 је пројектован за намену пресретања и уништавања циљева у ваздуху, на екстремно малим, умерено малим, средњим и великим висинама, дању и ноћу, у свим метеоролошким условима, са применом активног и пасивног ометања радара и топлотног обмањивања противника. Група од четири авиона МиГ-31, у стању је да фронтално контролише ваздушни простор, испред себе, у ширини од 800–900 km. Веома је ефикасан у откривању и уништавању крстарећих ракета.
Укупно је произведено око 500 примерака авиона МиГ-31, од којих је у Русији остало око 370.

## Развој
Без обзира што је МиГ-25 изазвао велику панику на западу због своје велике брзине и висине лета, ипак је био авион са ограниченим могућностима. Жртвоване су му многе карактеристике у циљу постизања тих двеју, што није оптимално решење. Авион није имао скоро никакве маневарске способности при брзини за пресретање, био је тежак за летење на малим висинама и имао је веома мали тактички радијус. Његов радар је био довољно снажан да се одупре тадашњим мерама електронског ометања али није имао могућност да уочава циљеве који лете на малим висинама (поглед надоле). Током оперативне употребе, МиГ-25 се нарочито истицао у извиђачкој намени, док је као пресретач врло брзо застарео и заостајао у односу на своје савременике.
Његова замена је отпочета развојем кроз прототип Је-155MP, који је први пут полетео 16. септембра 1975. године. Нови авион је изгледао као верзија МиГ-25, са дужим трупом, са још једном кабином, али се ипак суштински радило о потпуно новој летелици. Ограничења совјетске индустрије принудила су произвођача да за израду 80% структуре авиона МиГ-25 употреби никловани челик. Код новог прототипа Је-155MP удвостручена је примена титанијума (повећано на 16%) и утростручена употреба алуминијумских легура (на 33%), у циљу смањења укупне масе авиона. Нова структура је имала мању масу и већу носивост, због чега је авион при надзвучним брзинама лако подносио нормална убрзања од 5 g, за разлику од МиГ-25 (који је имао ограничење на 4,5 g). Нови прототип је могао летети надзвучном брзином и на малим висинама. Повећан му је укупан капацитет горива, а погон су сачињавали нови ефикаснији двопроточни мотори.
Најзначајнији помак је увођење новог, много напреднијег, радара са могућношћу уочавања и праћења више циљева изнад и испод висине своје позиције. Развијен је авион способан да успешно пресреће све типове противничких авиона из НАТО пакта, и то не само при њиховом продору у ваздушни простор Совјетског Савеза, већ и при њиховом дејству са дистанце.

## Производња
Серијска производња авиона МиГ-31 почела је 1979. године, а први су уведени у оперативну употребу 1982. године. Први пут је снимљен, од стране норвешких пилота, изнад Баренцовог мора 1985. године.
Укупно је произведено око 500 примерака авиона МиГ-31, од којих је остало у Русији око 370.

|                       |  |
| Изглед авиона МиГ-31. |  |

## Технички опис
Миг-31 се доказао да је авион изузетних способности, посебно у задацима на већим раздаљинама. Наступио је велики проблем са распадом Совјетског Савеза, што је пратила и криза са распадом Црвене армије. Наступиле су тешкоће у организацији националних војски и обезбеђењу њиховог буџета. Ваздухопловства, па и руско, остали су без потребних средстава за материјално обезбеђење авиона МиГ-31 у оперативној употреби. Процене су да је до 1996. године, од укупног броја произведених авиона МиГ-31, било истовремено само 20% оперативно способно.
|                                                                              |
| Силуета авиона МиГ-31, у три пројекције, са илустрацијом аеродинамичке шеме. |

### Змај авиона и мотор
МиГ-31 је, као и МиГ-25, велики двомоторни авион висококрилац са бочно постављеним усисницима и са два вертикална репа. За разлику од свог претходника, МиГ-31 је двосед, са два члана посаде, са пилотом и официром за навигацију и за управљање са наоружањем. На овај начин је превазиђена недовољна интеграција и аутоматизација система и растерећен је пилот од многих радњи током борбе.
Структура крила и трупа авиона МиГ-31 су од материјала веће носивости у односу на МиГ-25, што му је омогућило постизање надзвучних брзина и на малим висинама лета. Мотори Соловјев Д-30Ф6 обезбеђују му већу брзину лета, еквивалента М = 1,23, на малим висинама, а на великим М = 2,83, може и 3 али се избегава због безбедности.
Стајни трап су типа „трицикл“, са по два точка на свима ногама.
Мотори авиона МиГ-31 су двопроточни али су и даље велики потрошачи горива. У унутрашњим резервоарима МиГ-31 носи 16.350 kg горива. Спољашњи носачи на крилима су такође прилагођени за вешање резервоара за гориво, са чиме се укупни капацитет повећава за додатних 5.000 литара. Касније произведени авиони опремљени су системом за претакање горива у лету.
Без обзира на повећање носивости структуре авиона МиГ-31, са избором квалитетнијег материјала, постоје и даље ограничења оптерећења, односно убрзања у маневру 5 g.

### Опрема
Миг 31 је био први ловац у оперативној употреби у свету, опремљен радаром са фазираном антенском решетком, електронским скенирањем. Максимална даљина детекције циљева, величине ловачког авиона, износи 200 km, а може да прати 10 и истовремено да захвата 4 циља и то у спрези са ракетама ваздух–ваздух великог домета Р-33. Радар је спрегнут са инфрацрвеним (IC) системом за претраживање и праћење циљева у ваздушном простору, који је интегрисан у посебном контејнеру испод носног дела трупа авиона. При употреби, овај се контејнер извлачи из трупа.
Четири авиона МиГ-31, интегрисана у систем са слој везом, фронтално контролишу ваздушни простор ширине 800–900 km. Радаром управља официр за навигацију и наоружање, који је смештен у задњој кабини.
Новије варијанте Миг-31М, као што су Миг-31Д и Миг-31БС, имају нову побољшану верзију радара са повећаним дометом детекције циљева (по неким изворима, циљеве величине авиона Авакса детектује на раздаљини од 400 km) и са могућношћу истовременог напада на шест циљева. Команда радара у задњој кабини замењена је савременим управљачко–показивачким системом, заснованом на мулти-функционалном дисплеју. Истовремено је повећана и отпорност авиона на електронско ометање, тако што су на врховима крила интегрисани контејнери са против–радарским мамцима.
|                                                                                    |
| Четири авиона МиГ-31, у патроли осматрају ваздушни простор, са укљученим радарима. |

### Кабина
МиГ-31 је двосед, кабине су смештене једна иза друге. У предњој кабини је пилот који управља летом авиона, држећи стално леву руку на ручици гаса, а десну на палици команди лета (систем ХОТАС). Оператор у задњој кабини управља радаром и оружјем. Са оваквом прерасподелом радњи, посада је ефикаснија у борби и мање се замара, поготово што је на совјетским авионима традиционално интеграција и аутоматизација система на нижем нивоу у односу на западне авионе.
Обе кабине су опремљене седиштима „о – о“ (катапултира се при нултој брзини и висини лета авиона).
У кабини је показивачко–управљачки систем за нови вишемодни радар, ново оружје и осталу нову опрему. Показивачи се заснивају на новој технологији течног кристала, слика у боји. Мањи број примерака је доведен на овај стандард. Сматра се да је овим модификацијама значајно повећана ефикасност авиона.

### Наоружање
Главно наоружање Мига 31 састоји се од шестоцевног топа ГШ-6-23М са бојевим комплетом од 260 граната и четири ракете ваздух–ваздух Р-33, поткачене испод трупа. Р-33 представља руски еквивалент америчкој ракети ваздух–ваздух AIM-54 феникс, с којом је наоружан морнарички авион F-14 томкет. Поред полу-активног радарског вођења, Р-33 има могућност и инерцијалног навођења, са могућношћу корекције путање са авиона са кога је лансирана. У последњој фази лета, на ракети се активира сопствени радар који је даље аутономно наводи на циљ. Нова верзија ове ракете има ознаку Р-37 и од претходне верзије се разликује по крилцима, која се склапају при складиштењу.
МиГ-31 носи и старије ракете Р-40, које су раније развијене за Миг 25 и ракете ваздух–ваздух кратког домета Р-60 или Р-73. Модернизоване верзије авиона МиГ-31 наоружане су новијим ракетама ваздух–ваздух Р-77, које се поткачињу на носаче испод крила.
ГШ-6-23М има изузетно велику каденцу (брзину паљбе), међу највећим је од свих ваздухопловних топова у оперативној употреби (приближно 8.000 граната у минути). Варијанта авиона МиГ-31М, уместо топа има две допунске подвесне тачке за ношење ракета ваздух–ваздух Р-33/Р-37.
|                                                                                           |  |  |
| Ракете ваздух–ваздух Р-33, Р-40, Р-60 и Р-77 поткачене испод крила и трупа авиона МиГ-31. |  |  |

## Варијанте
- Је-155МП, експериментални авион, прототип за МиГ-31.[2][3][7]
- МиГ-31, ловац-пресретач серијски.[2][3][7]
- МиГ-31Б, ловац-пресретач серијски, са системом за допуну горива у лету.[7][8]
- МиГ-31Д, антиракетни борбени авион.[7][9]
- МиГ-31K
- МиГ-31М, унапређени ловац-пресретач, са новом опремом, мотором и наоружањем.[7][10][11]
- МиГ-31БМ, ловац за борбу против радарских система.[7][12]
- МиГ-31Фе, вишенаменски ловац.[7][13]
- МиГ-31Е, ловац-пресретач, за велике удаљености.[5][7]

### МиГ-31М
Средином осамдесетих година прошлог века, биро ОКБ Микојан је почео рад на побољшању решења, у смеру варијанте пресретача МиГ-31М, који је првенствено пројектован као носач за ракету Р-37, побољшаној наследници Р-33, са респективним дометом од 300 km (190 mi). Носни део трупа са радомом је нагнуто надоле за 7 степени, у односу на уздужну осу авиона, да се побољша видљивост из кабине надоле и унапред. Најважније побољшање је опреми: радару, приказивачком комплексу, као и новом систему RST, са ласерским даљиномером. Развијено је и произведено је седам прототипова авиона МиГ-31М, са првим летом крајем 1985. године.
Обезбеђен је нови простор у авиону за смештај побољшане опреме и резервоара за гориво (увећано за до 300 литара). Најмање један прототип је поседовао контејнер испод крила за смештај електронских система. Обезбеђено је управљање авионом на великим нападним угловима и пресељена је пријемна сонда, растојање између мотор је повећано, повећана је површина крмила правца.
МиГ-31М носи шест ракета Р-33 у удубљењу у трупу, смештених по две у три реда. Свих шест могу бити лансиране у плотуну, на различите циљеве. Четири ракете Р-77 може може носити на спољним носачима. Топ је био укинут. Кабина је репројектована, у предњој су све команде, задњој су укинуте. Ветробран и задњи прозор су сведени на мале табле, обезбеђено да се посвети пуна пажњу на приказиваче.
МиГ-31М није ушао у серијску производњу, јер руска држава није имала новца да купује нове авионе.

### МиГ-31БМ
С обзиром на нагли пад јавног финансирања, када је набавка нових авиона МиГ-31М постала практично немогуће, почео је 1997. године рад на модернизацији ловца-пресретача МиГ-31Б у вишенаменског авиона МиГ-31БМ, коме су знатно повећане борбене способности. Опремљен је системом управљања оружјем, модернизованим уз коришћење свих технолошких потенцијала. Нови МИГ је постао вишенаменски авион, који носи и прецизно навођено оружје за напад из ваздуха на циљеве на земљи. Због модернизације опреме и наоружања, ефикасност МиГ-31БМ у односу на базни МиГ-31 је порасла за 2,6 пута.
Јавно је демонстриран прототип авиона МиГ-31БМ у 1999. години. Садржао је ажурирани радар, уведен је сателитски навигациони пријемник и значајно је унапређен кабина са новим аранжманом. У задњу су уграђена три велика равна приказивача. МиГ-31БМ носи шест ракета Р-33, алтернативно Р-37, као и на носачима остале мање ракете и бомбе.
Програм се кретао полако, али крајем 2006. године, Руско ратно ваздухопловство (у које се интегрише и ПВО након распада Совјетског Савеза) је увело у оперативну употребу два МИГ-31БМ. У 2011. години, оперативна употреба се повећала на 60 примерака МИГ-31БМ, који остају у наоружању до 2020. године. У току је испуњавање другог уговора из 2011. године за модернизацију 50 авиона, усавршених у стандард МиГ-31БМ.

## Карактеристике
| Параметри                         | МиГ-31                              | МиГ-31Б                              | МиГ-31М                   | МиГ-31БМ | МиГ-31Е                        |
| Дужина []                         | 22,69                               | 22,69                                | 22,69                     | 22,67 | 22,69                          |
| Размах []                         | 13,46                               | 13,46                                | 13,46                     | 13,46 | 13,46                          |
| Висина []                         | 5,15                                | 6,15                                 | 6,15                      | 6,10 | 5,15                           |
| Површина крила []                 | 61,60                               | 61,60                                | 61,60                     | 61,60 | 61,60                          |
| Маса празног []                   | 21.820                              | 20.670                               | 21.900                    | 21.825 | 21.000                         |
| Нормална полетна Маса []          | 41.000                              | 41.000                               | –                         | 42.400 | 40.860                         |
| Максим. полетна Маса []           | 46.200                              | 46.200                               | 52.000                    | 48.200 | 46.000                         |
| Мотор                             | 2 х ТРДДФ Д-30Ф-6                   | 2 х ДТРДФ Д-30Ф6                     | 2 х ДТРД Д30Ф-6М          | 2 х ДТРД Д30Ф-6М | 2 х ТРДДФ Д30Ф-6               |
| Потисак (базни / доп. саг.) []    | 2 х 91,00 / 152,00                  | 2 х 91,00 / 152,00                   | – / 2 х 165               | – / 2 х 165 | 2 х 91,00 / 152,00             |
| Максим. брзина []                 | 3.000 (М=2,82) / 1.500              | 3.000 (М=2,82) / 1.500               | 3.000 (М=2,82) / –        | 3.000 (М=2.83) / 1.500 | 3.000 (М=2,82) / 1.500         |
| Долет (без допун. рез. / са) []   | 2.150 / 3.300                       | – / 3.300                            | – / 3.000                 | 2.500 / 3.300 | 2.500 / 3.500                  |
| Тактички радијус []               | 720 – 2.000                         | 720 – 2.200                          | –                         | 720 – 2.000 | –                              |
| Трајање лета (допун. гор./без) [] | 6 / 3,5                             | 7,0 / 3,6                            | –                         | – | 6 / 3,5                        |
| Практични плафон []               | 20.600                              | 20.600                               | 20.600                    | 20.000 | 20.600                         |
| Дозвољено убрзање []              | 5                                   | –                                    | –                         | – | 5                              |
| Ватрено наоружање, Топ            | ГШ-6-23М (260 гран.)                | ГШ-6-23М (260 гран.)                 | –                         | ГШ-6-23 (260 гран.) | ГШ-6-23М (260 гран.)           |
| Маса спољних терета []            | 3.000                               | –                                    | 9.000                     | 9.000 | –                              |
| Ракете и бомбе                    | 4 х Р-33 2 х Р-40Т 4 х Р-60 (Р-60М) | 4 х Р-33 4 х Р-73 (Р-40ТД) 4 х Р-60М | 6 х Р-37 (Р-33С) 4 х Р-77 | 6 х Р-37 (Р-33С) 4 х Р-77 (РВВ-АЕ) 2 х Р-40ТД 3 х Х-59 и Х-29Т (2 Х-59М) 6 х Х-31П, Х-25МП (Х-25МПУ) 6 х КАБ-1500 (8 КАБ-500) | 6 х Р-33Э 2 х Р-40ТД 4 х Р-60М |

## Рекорди
После увођења у оперативну употребу авиона МиГ-31, постигнути су са њим светски рекорди у брзини, брзини пењања и висини лета.
Светски рекорди, по званичној евиденцији ФАИ, постигнути са МиГ-31, у класи копнених авиона са турбо погоном без ограничења тежине и даље су важећи и приказани су у табели.
| Резултат-рекорд                        | Пилот           | Датум лета      | Локација           | База података |
| Висина од 21 695 , са теретом од 1 000 | Владимир Гуркин | 1. август 2003. | Ахтубинск (Русија) | ИД 7878       |
| Висина од 21 695 , са теретом од 2 000 | Владимир Гуркин | 1. август 2003. | Ахтубинск (Русија) | ИД 7879       |
| Успон на висину од 3 000 за 1 и 22     | Владимир Гуркин | 1. август 2003. | Ахтубинск (Русија) | ИД 7862       |
| Успон на висину од 6 000 за 1 и 50     | Владимир Гуркин | 1. август 2003. | Ахтубинск (Русија) | ИД 7865       |
| Успон на висину од 9 000 за 2 и 22     | Владимир Гуркин | 1. август 2003. | Ахтубинск (Русија) | ИД 7868       |

## Удеси
Током оперативне употребе десило се више удеса са авионом МиГ-31. Неки од тих удеса су забележени у доступним изворима:
- 31. маја 1995. године, МиГ-31 срушио се у близини Комсомољска, на десној обали Амура. Пилот је успео да усмери авион ван насеља и успешно се катапултирао.
- 6. септембра 1995. године, при извршавању задатка пресретања, у оштром заокрету авион је пао у ковит, пилот није успео да га врати у регуларан лет и оба члана посаде су се успешно катапултирала.
- У лето 1996. године, при увежбавању слетања са симулираним отказом једног мотора, при продужењу на други долазак на слетање, авион се сударио са препреком. Посада се катапултирала, а једна особа је страдала на земљи.
- 15. јануара 1997. године, при рутинском прелету пао је један авион МиГ-31, оба члана посаде су погинула.

Током оперативне употребе авиона МиГ-31, све до 2000. године, укупно се са њим десило 1 935 ванредних догађаја, укључујући и 12 катастрофа. Према званичним закључцима комисија за удесе, 19 су због грешке пилота.
Главни узроци несрећа на авиону МиГ-31 нису технички недостаци, већ мали годишњи налет и слаба увежбаност пилота.

## Корисници

### Садашњи
- Казахстан, 33 су у оперативној употреби.
- Русија, 286 су у оперативној употреби, а 100 је у резерви.
- САД, 10 авиона је купљено 2024. године од Казахстана.

### Бивши
- СССР, сви авиони после распада државе су пренети у Русију и Казахстан.